# Млынок (приток Мытвы)
Млыно́к (бел. Млыно́к) — река в Ельском и Наровлянском районах Гомельской области Беларуси, правый приток реки Мытва в бассейне Припяти.
Длина 19,6 км, по территории Ельского района — 18 км, по территории Наровлянского района — 1,6 км.
Начинается у деревни Красный Пильщик в 2,5 км на северо-западе от города Ельск, течет через город Ельск (на юго-востоке от него — Княжеборьевское водохранилище площадью 32 га), устье около деревни Линов Наровлянского района.
У реки населённые пункты: Млынок, Линов, Полесск (Ельский район).